# Tomoya Ishii
Pour les articles homonymes, voir Ishii.
Dans ce nom, le nom de famille précède le nom personnel.
Tomoya Ishii (石井 智也, Ishii Tomoya) est un skieur alpin japonais, né le 23 mai 1989 à Utashinai. Il est spécialisé dans les épreuves techniques (slalom et slalom géant).

## Biographie
Tomoya Ishii prend part à des courses de la FIS à partir de la saison 2004-2005. Son premier résultat significatif international est sa médaille de bronze aux Championnats du monde junior 2008 en slalom.
Il fait ses débuts en Coupe du monde en octobre 2009 à Sölden. 
Aux Championnats du monde 2013, son premier grand championnat, il est 29e du slalom géant et ne termine pas le slalom. La même année, il termine premier du classement général de la Coupe d'Asie de l'Est.
Il participe aux Jeux olympiques d'hiver de 2018, à Pyeongchang, où il arrive 30e du slalom géant. Son meilleur résultat dans l'élite est 24e du slalom aux Championnats du monde 2019 à Åre.

## Palmarès

### Jeux olympiques
| Édition / Épreuve   | Slalom géant |
| ------------------- | ------------ |
| JO 2018 Pyeongchang | 30e          |

### Championnats du monde
| Épreuve / Édition | Schladming 2013 | Åre 2019 |
| ----------------- | --------------- | -------- |
| Slalom géant      | 29e             | 24e      |
| Slalom            | Abandon         |          |

### Championnats du monde junior
- Formigal 2008 :
  -  Médaille de bronze en slalom.

### Championnats du Japon
- Champion du slalom géant en 2014, 2015, 2017, 2018 et 2019.